# Loventué (ort i Argentina)
Loventué är en ort i Argentina.   Den ligger i provinsen La Pampa, i den centrala delen av landet, 600 km väster om huvudstaden Buenos Aires. Loventué ligger 308 meter över havet och antalet invånare är 111.
Terrängen runt Loventué är mycket platt. Trakten runt Loventué är nära nog obefolkad, med mindre än två invånare per kvadratkilometer.. Närmaste större samhälle är Victorica, 13,6 km väster om Loventué.
Omgivningarna runt Loventué är i huvudsak ett öppet busklandskap.